# Allhelgonakyrkan, Minsk
Allhelgonakyrkan (belarusiska: Царква Усіх Святых; translitteration: Tsarkva Usih Svjatih; kyrkslaviska: Всехсвѧтскаѧ це́рковь) är en kulturmärkt belarusisk-ortodox kyrkobyggnad belägen vid korsningen mellan Kalinovskyj- och Usjasvjatskajajgatan i Belarus huvudstad, Minsk.
Kyrkan är helgad åt Alla helgons dag och tillhör Minsks stift. Den har även betraktats som en av de vackraste östliga ortodoxa kyrkorna i staden.

## Historik
Grundstenen till Allhelgonakyrkan i Minsk lades år 1991 av Rysk-ortodoxa kyrkans dåvarande patriark, Aleksij II. I oktober 2008 installerades kupolerna.
I juli 2010 hölls begravningar i kryptan för kvarlevorna av tre okända soldater som dog i bland annat första världskriget och det stora fosterländska kriget.

## Kyrkan
- Kyrkans höjd är 74 meter
- Inne i kyrkan finns det plats för 1 200 personer.

## Bilder

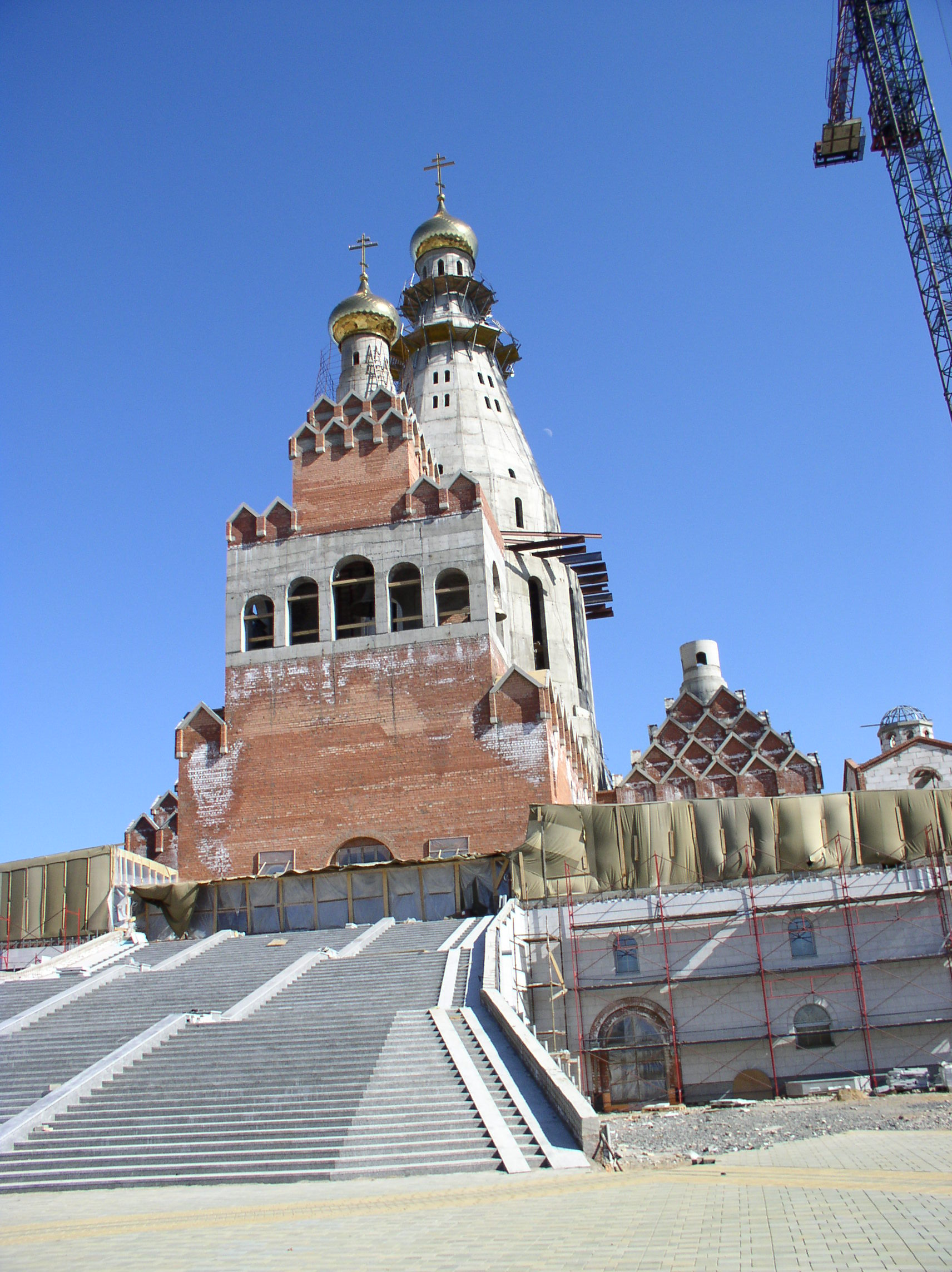
Allhelgonakyrkan under byggandet (mars 2007).
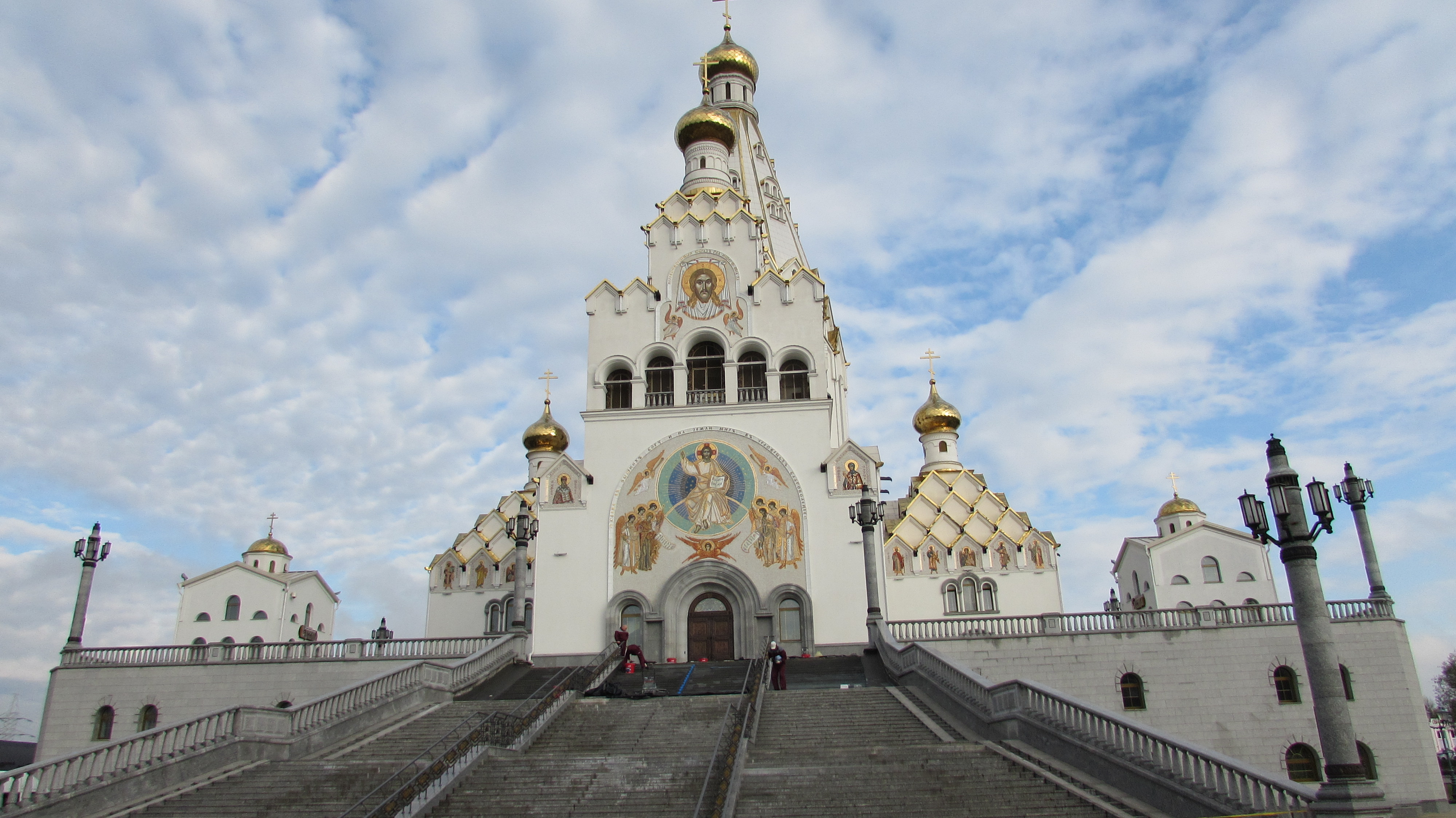
Framsidan i oktober 2016, med nya mosaiker på exteriören.
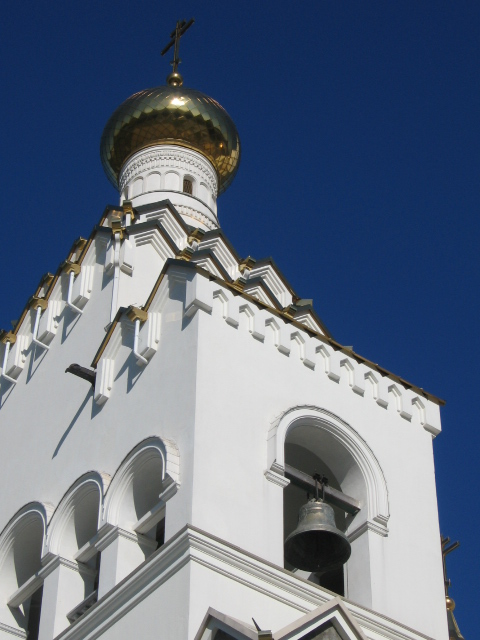
Närmare bild på en del av fasaden.